# Salem (Missouri)
Salem település az Amerikai Egyesült Államok Missouri államában, Dent megyében, melynek megyeszékhelye is. Lakosainak száma 4608 fő (2020. április 1.).

## Népesség
A település népességének változása:

| 2010 | 4 950 |
| 2020 | 4 608 |